# فانس مارتيروسيان
فانس مارتيروسيان (بالإنجليزية: Vanes Martirosyan)‏ مواليد 1 مايو 1986 في أبوفيان، أرمينيا، هو ملاكم أرمني يصنف ضمن فئة وزن خفيف المتوسط. انتصر في نزاله الأول في مسيرته. شارك في دورة الألعاب الأولمبية الصيفية سنة 2004.

## إحصائيات
خاض خلال مسيرته 40 نزالا، فاز في 36 وتعادل في 1 وخسر في 3. فاز بالضربة القاضية في 21 نزالا.

## وصلات خارجية
- فانس مارتيروسيان على موقع بوكس ريك (الإنجليزية) (registration required)
- فانس مارتيروسيان على موقع اللجنة الأولمبية الدولية (الإنجليزية)
- فانس مارتيروسيان على موقع أوليمبيديا (الإنجليزية)

- الموقع الرسمي